# Zapasy na Letnich Igrzyskach Olimpijskich 1976 – kategoria do 48 kg w stylu klasycznym
Zmagania mężczyzn w wadze 48 kg to jedna z dziesięciu męskich konkurencji w zapasach w stylu klasycznym rozgrywanych podczas Letnich Igrzysk Olimpijskich 1976. Pojedynki w tej kategorii wagowej odbyły się w dniach 20 – 24 lipca.

## Klasyfikacja[2]
| Pozycja | Nazwisko                   | Kraj              |
| ------- | -------------------------- | ----------------- |
| 1       | Aleksiej Szumakow          | ZSRR              |
| 2       | Gheorghe Berceanu          | Rumunia           |
| 3       | Stefan Angełow             | Bułgaria          |
| 4       | Yoshite Moriwaki           | Japonia           |
| 5       | Dietmar Hinz               | NRD               |
| 6       | Mitchell Kawasaki          | Kanada            |
| 7       | Salih Bora                 | Turcja            |
| 8       | Chalil Raszid Mohammadzade | Iran              |
| .       | Mike Farina                | Stany Zjednoczone |
| 10      | Sirvano Valdés             | Kuba              |
| 11      | Lee In-chang               | Korea Południowa  |
| .       | Aleksander Zajączkowski    | Polska            |
| 13      | Ferenc Seres               | Węgry             |
| .       | Antonio Quistelli          | Włochy            |
| .       | Bjambdżawyn Dżawchlantögs  | Mongolia          |

## Zasady
Przyjęto zasadę punktów karnych, gdzie zdobycie sześciu punktów lub więcej eliminowało zawodnika z turnieju. Kolejność miejsc medalowych ustalona została w specjalnej rundzie finałowej, z udziałem trzech zawodników z najmniejszą liczbą takich punktów.
- TF — Łopatki
- DQ — Dyskwalifikacja za pasywność
- TPP — Punkty karne razem
- MPP — Punkty karne pojedynku

## Punktacja
- 0 — Wygrana na łopatki, przewagę techinczną, pasywność, kontuzję
- 0.5 — Wygrana na punkty  (8-11 punktów różnicy)
- 1 — Wygrana na punkty  (1-7 punktów różnicy)
- 2 — Dyskwalifikacja za pasywność, zwycięzca również był pasywny
- 3 — Przegrana na punkty (1-7 punktów różnicy)
- 3.5 — Przegrana na punkty (8-11 punktów różnicy)
- 4 — Przegrana na łopatki, przewagę techiczną, pasywność, kontuzję

## Wyniki[3]

### Pierwsza runda
| TPP | MPP |                         | Wynik\|Czas |                            | MPP | TPP |
| --- | --- | ----------------------- | ----------- | -------------------------- | --- | --- |
| 4   | 4   | Lee In-chang            | 6 - 20      | Stefan Angełow             | 0   | 0   |
| 4   | 4   | Antonio Quistelli       | TF / 2:33   | Chalil Raszid Mohammadzade | 0   | 0   |
| 3   | 3   | Yoshite Moriwaki        | 3 - 4       | Gheorghe Berceanu          | 1   | 1   |
| 3   | 3   | Aleksander Zajączkowski | 6 - 11      | Sirvano Valdés             | 1   | 1   |
| 0   | 0   | Mitchell Kawasaki       | 17 - 1      | Bjambdżawyn Dżawchlantögs  | 4   | 4   |
| 0   | 0   | Aleksiej Szumakow       | DQ / 7:45   | Ferenc Seres               | 4   | 4   |
| 4   | 4   | Mike Farina             | 4 - 19      | Salih Bora                 | 0   | 0   |
| 0   |     | Dietmar Hinz            |             | Bez walki                  |     |     |

### Druga runda
| TPP | MPP |                            | Wynik\|Czas |                         | MPP | TPP |
| --- | --- | -------------------------- | ----------- | ----------------------- | --- | --- |
| 1   | 1   | Dietmar Hinz               | 16 - 12     | Lee In-chang            | 3   | 7   |
| 0   | 0   | Stefan Angełow             | DQ / 5:19   | Antonio Quistelli       | 4   | 8   |
| 4   | 4   | Chalil Raszid Mohammadzade | TF / 8:09   | Yoshite Moriwaki        | 0   | 3   |
| 1   | 0   | Gheorghe Berceanu          | TF / 0:20   | Aleksander Zajączkowski | 4   | 7   |
| 5   | 4   | Sirvano Valdés             | TF / 2:25   | Mitchell Kawasaki       | 0   | 0   |
| 8   | 4   | Bjambdżawyn Dżawchlantögs  | DQ / 6:24   | Aleksiej Szumakow       | 0   | 0   |
| 8   | 4   | Ferenc Seres               | TF / 5:10   | Mike Farina             | 0   | 4   |
| 0   |     | Salih Bora                 |             | Bez walki               |     |     |

### Trzecia runda
| TPP | MPP |                   | Wynik\|Czas |                            | MPP | TPP |
| --- | --- | ----------------- | ----------- | -------------------------- | --- | --- |
| 3   | 3   | Salih Bora        | 18 - 22     | Dietmar Hinz               | 1   | 2   |
| 0   | 0   | Stefan Angełow    | DQ / 8:51   | Chalil Raszid Mohammadzade | 4   | 8   |
| 3   | 0   | Yoshite Moriwaki  | TF / 6:00   | Sirvano Valdés             | 4   | 9   |
| 1   | 0   | Gheorghe Berceanu | 14 - 1      | Mitchell Kawasaki          | 4   | 4   |
| 0   | 0   | Aleksiej Szumakow | DQ / 5:50   | Mike Farina                | 4   | 8   |

### Czwarta runda
| TPP | MPP |                   | Wynik\|Czas |                   | MPP | TPP |
| --- | --- | ----------------- | ----------- | ----------------- | --- | --- |
| 7   | 4   | Salih Bora        | DQ / 8:29   | Stefan Angełow    | 0   | 0   |
| 6   | 4   | Dietmar Hinz      | TF / 2:08   | Gheorghe Berceanu | 0   | 1   |
| 4   | 1   | Yoshite Moriwaki  | 8 - 4       | Mitchell Kawasaki | 3   | 7   |
| 0   |     | Aleksiej Szumakow |             | Bez walki         |     |     |

### Piąta runda
| TPP | MPP |                   | Wynik\|Czas |                   | MPP | TPP |
| --- | --- | ----------------- | ----------- | ----------------- | --- | --- |
| 0   | 0   | Aleksiej Szumakow | TF / 5:25   | Yoshite Moriwaki  | 4   | 8   |
| 3   | 3   | Stefan Angełow    | 3 - 4       | Gheorghe Berceanu | 1   | 2   |

### Runda finałowa
Zaliczone pojedynki z wcześniejszych rund
| TPP | MPP |                   | Wynik\|Czas |                   | MPP | TPP |
| --- | --- | ----------------- | ----------- | ----------------- | --- | --- |
|     | 3   | Stefan Angełow    | 3 - 4       | Gheorghe Berceanu | 1   |     |
|     | 1   | Aleksiej Szumakow | 5 - 4       | Stefan Angełow    | 3   | 6   |
| 4   | 3   | Gheorghe Berceanu | 6 - 10      | Aleksiej Szumakow | 1   | 2   |